# Ilia (rzeka)
Ilia (biał. Ілія) – rzeka o długości 62 km na Białorusi, w dorzeczu Niemna i zlewisku Morza Bałtyckiego, lewy dopływ Wilii, administracyjnie położona na terenie obwodu mińskiego.
W okresie dwudziestolecia była jedną z rzek granicznych pomiędzy Polską i ZSRR.
Ważniejsze dopływy:
- Rybczanka